# Gobierno Provisional de la Siberia Autónoma

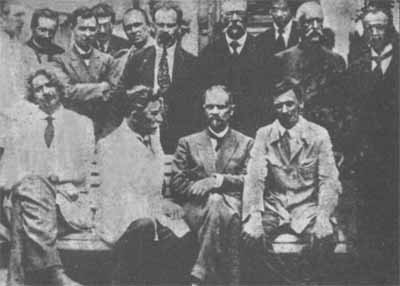
Miembros de Gobierno Provisional de la Siberia Autónoma.

El Gobierno Provisional de la Siberia Autónoma (GPSA) o, más formalmente, Gobierno Provisional Social-Revolucionario Menchevique de la Siberia Autónoma, fue un efímero Gobierno para Siberia creado por el Movimiento Blanco. Se formó poco después de la disolución por los soviéticos de la duma siberiana en febrero de 1918, quedó pronto dividido en dos por la marcha de sus principales y más progresistas ministros al Lejano Oriente ruso y se disolvió en septiembre de 1918, reconociendo la autoridad del más conservador Gobierno Provisional Siberiano de Petr Vologodski.

## Antecedentes y formación
A mediados de agosto de 1917, el debilitamiento del Gobierno central había permitido la celebración de una primera conferencia regional siberiana, previa a la convocatoria de una duma regional, la sibobduma. Antes de la reunión de la duma, hubo dos congresos más, uno en octubre y otro en diciembre, ambos en Tomsk, a los que acudieron delegados mayoritariamente socialrevolucionarios, elegidos no en elecciones populares, sino por instituciones. Los autonomistas siberianos, en general más conservadores que muchos de los socialrevolucionarios, quedaron en minoría. Las clases acomodadas fueron excluidas de la duma. A pesar de este gesto de conciliación, los bolcheviques se negaron a reconocer la autoridad del organismo y no participaron en ella, mientras que los kadetes denunciaron la exclusión de las clases alta y media.
A pesar de la llegada de los delegados para la duma durante enero de 1918, el retraso de su convocatoria hizo que la duma siberiana no llegara a reunirse, siendo disuelta por la guardia roja de Tomsk el 25 de enerojul./ 7 de febrero de 1918greg., tras haberse creado oficialmente el 8 de diciembrejul./ 21 de diciembre de 1917greg.. Aunque muchos de los delegados lograron huir, dieciocho fueron detenidos por los soviéticos. Alrededor de cuarenta de ellos lograron ocultarse en la oficina de la junta de suministros del uezd y elegir un nuevo órgano, el «Gobierno Provisional de la Siberia Autónoma» (GPSA, 27 de enerojul./ 9 de febrero de 1918greg.), presidido por el veterano socialrevolucionario Petr Iaklovevich Derber y formado por catorce ministros y otros seis funcionarios. Derber, joven abogado recién llegado de la Rusia europea, carecía de experiencia en gestión gubernamental y no contaba con apoyos locales, pero era cercano a la posición de centro-izquierda mayoritaria en PSR. Elegido a toda prisa, algunos de los miembros del GPSA se hallaban ausentes y no fueron consultados sobre su nombramiento. Los presentes, en un gesto de conciliación hacia los autonomistas siberianos, incluyeron a miembros de este movimiento y no únicamente a socialrevolucionarios, acto de gran trascendencia posterior. A pesar del nombre grandilocuente adoptado por Derber, su Gobierno contaba con escasos apoyos y no pudo evitar la disolución de la asamblea por los soviéticos y el arresto de algunos de los delegados. La población, mayoritariamente indiferente hacia la duma, no reaccionó contra su disolución forzosa.
El 29 de enerojul./ 11 de febrero de 1918greg. Derber y los ministros más cercanos y aún en libertad huyeron de la ciudad hacia el Lejano Oriente ruso. Esperaban allí encontrar a las tropas de la que creían sería una inminente intervención Aliada contra el Gobierno de Lenin.

## Desarrollo y disolución
Los ministros hubieron de permanecer en trenes aparcados en Harbin, donde permanecieron alrededor de un mes tratando en vano de lograr el apoyo Aliado, y, más tarde, en Vladivostok, ejerciendo escasa autoridad ante el control soviético de Irkutsk y de Transbaikalia y aislados del movimiento antibolchevique en la Siberia Occidental, favorecido por el alzamiento de la Legión Checoslovaca a finales de la primavera de 1918. Los japoneses, la fuerza Aliada principal en la región, rechazaron respaldar a Derber y prefirieron a los elementos antisoviéticos más conservadores como Grigori Semiónov o el general Horvat. Los elementos antisoviéticos de la región rechazaron reconocer a Derber y al PGAS y este carecía de medios económicos o políticos para imponerse. Sólo tras el alzamiento de los checoslovacos pudo Derber, que seguía tratando infructuosamente de lograr una intervención Aliada a su favor, abandonar Manchuria y trasladarse a Vladivostok. Allí las únicas autoridades civiles que quedaban, las municipales, no se mostraron dispuestas a ceder sus prerrogativas a Derber. Los miembros más moderados del Gobierno, por el contrario, habían permanecido en Siberia Occidental y pudieron participar en levantamiento checoslovaco.
Derber había dejado en Tomsk a su ministro de Defensa, el coronel Krakovetski, con el encargo de formar una fuerza armada secreta basada en socialrevolucionarios y oficiales cercanos al Gobierno y preparar un alzamiento contra los soviéticos. Mientras, los miembros del Gobierno que no habían partido con Derber formaron la Comisaría de Siberia Occidental en Novonikoláyevsk el 14 de febrerojul./ 27 de febrero de 1918greg..
Tras un comienzo con escasos reclutas por la renuencia de los socialrevolucionarios a alistarse en la fuerza de Krakovetski y de los oficiales conservadores a respaldar a un organismo visto como socialrevolucionario, la noticia de las negociaciones en Brest-Litovsk llevó a algunos de estos a aceptar unirse a las fuerzas de Krakovetski, que pudo establecer células de sus unidades en diversos puntos de Siberia. La financiación de la red clandestina prevenía de las influyentes cooperativas siberianas, muy cercanas a los socialrevolucionarios. Los grupos industriales y comerciales, por el contrario, tendían a favorecer a otros movimientos antibolcheviques más conservadores.
La mezcla de la dirección política, principalmente socialrevolucionaria, y la sección militar, más conservadora, llevó pronto a desavenencias. La unidad entre ambas era inestable. Los distintos alzamientos contra los bolcheviques de la primavera (en Blagovéshchensk, Semipalatinsk, Tomsk o Barnaul) fueron un rotundo fracaso. La Comisaría esperaba el apoyo financiero y militar de los Aliados para triunfar.
El cambio de suerte de la Comisaría se debió al levantamiento de la Legión Checoslovaca contra el Gobierno soviético en mayo. Los checoslovacos tomaron gran parte de las principales ciudades siberianas a finales de mayo y comienzos de junio, permitiendo a las organizaciones antibolcheviques abandonar la clandestinidad. En contacto con los checoslovacos ya antes de la revuelta, cooperaron activamente con estos para disolver los consejos.
El 1 de junio de 1918 la Comisaría proclamaba su autoridad sobre la región y anunciaba la próxima convocatoria de una asamblea constituyente siberiana. El 7 de junio de 1918, trasladó su sede a Omsk. Ante la escasez de personal preparado, la Comisaría hubo de confiar en elementos notablemente conservadores para formar su administración. Estos elementos, agrupados en torno al «Gabinete Administrativo», pronto rival de la Comisaría, recibieron el apoyo del nuevo «Ejército siberiano», creado el 13 de junio.
Con Derber aislado en el Lejano Oriente por el control soviético de Transbaikalia el «Gabinete Administrativo» logró deshacerse de la Comisaría con la connivencia de elementos del GPSA, más conservadores, que fueron reuniéndose en Omsk. Tras resistirse por algún tiempo, en parte por su mala salud, una de las principales figuras políticas regionales, el presidente del tribunal del distrito, Peter Vasilievich Vologodski, aceptó formar un nuevo Gobierno, proclamado el 30 de junio de 1918, con el nombre de Gobierno Provisional Siberiano y de afiliación política complicada de definir. La figura con más poder del nuevo Gobierno era el intrigante y cada vez más conservador I.A. Mijailov, que trató de deshacerse de la siobduma, poner en práctica sus tendencias autoritarias respaldadas por las nuevas fuerzas armadas, formadas por numerosos oficiales y cosacos, y arrinconar al GPSA. El dominio de Siberia pasó a manos de un reducido círculo de figuras escasamente democráticas pero cercanas a la burguesía y a los militares con sede en Omsk. Las perspectivas de cooperación entre el Komuch en el Volga y el Gobierno siberiano se redujeron con el cambio.
A finales de septiembre, Vologodski se trasladó al Lejano Oriente ruso para lograr el reconocimiento de su Gobierno por parte de Derber y del general Horvat, administrador del ferrocarril transmanchuriano, con éxito. Derber había proclamado la autoridad de su Gobierno en la región el 29 de junio de 1918, tras la toma de Vladivostok por los checoslovacos, a la vez que mantenía tensas relaciones con Horvat. Las autoridades municipales de Vladivostok habían aceptado entonces su Gobierno y los Aliados, incluso sin reconocerle, habían tratado con su Gobierno como única autoridad efectiva en la ciudad.